# Moteur bicylindre à plat
Pour des articles plus généraux, voir Architecture des moteurs à pistons et moteur à plat.

Animation d'un moteur bicylindre en (opposé).

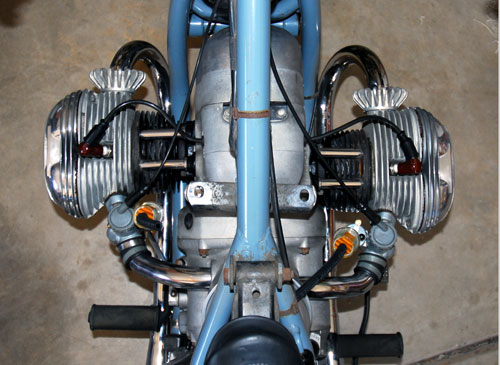
Moteur d'une BMW R 60/2, un en disposé longitudinalement.

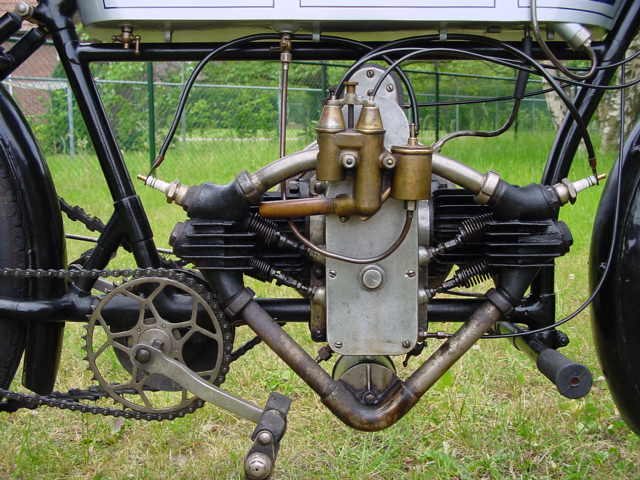
Moteur de Douglas N3, un en implanté transversalement.

Un moteur bicylindre à plat, aussi appelé flat-twin (littéralement « jumeau à plat » en français), est un moteur à combustion interne dans lequel les deux pistons se déplacent dans un même plan, généralement horizontal. Les cylindres, au nombre de deux, sont disposés de part et d'autre du vilebrequin.

## Histoire et application

### Motocyclette
À partir de 1923, BMW commercialise un premier modèle de moto avec moteur à plat dit « boxer » (ses pistons se « battant » comme les poings de boxeurs), dérivé du moteur Douglas, la R 32.
De nombreux constructeurs, comme Indian, Gnome et Rhône, FN, Zündapp, et la prestigieuse moto française Midual, utilisent cette architecture, en montage longitudinal ou transversal.

### Automobile
Ce moteur est monté dès 1895 par De Dion-Bouton.
À partir de 1946, Panhard développe un flat-twin et l'installe sur les Dyna X, Dyna Z, PL 17 et sur la 24, ultime modèle de la marque disparue en 1967.
Depuis 1948, la Citroën 2 CV et ses dérivées (Ami 6, Dyane, Méhari, etc.) l'ont utilisé à très large échelle avec le « moteur boxer bicylindre ».

## Galerie

Différents exemples de « flat-twin »
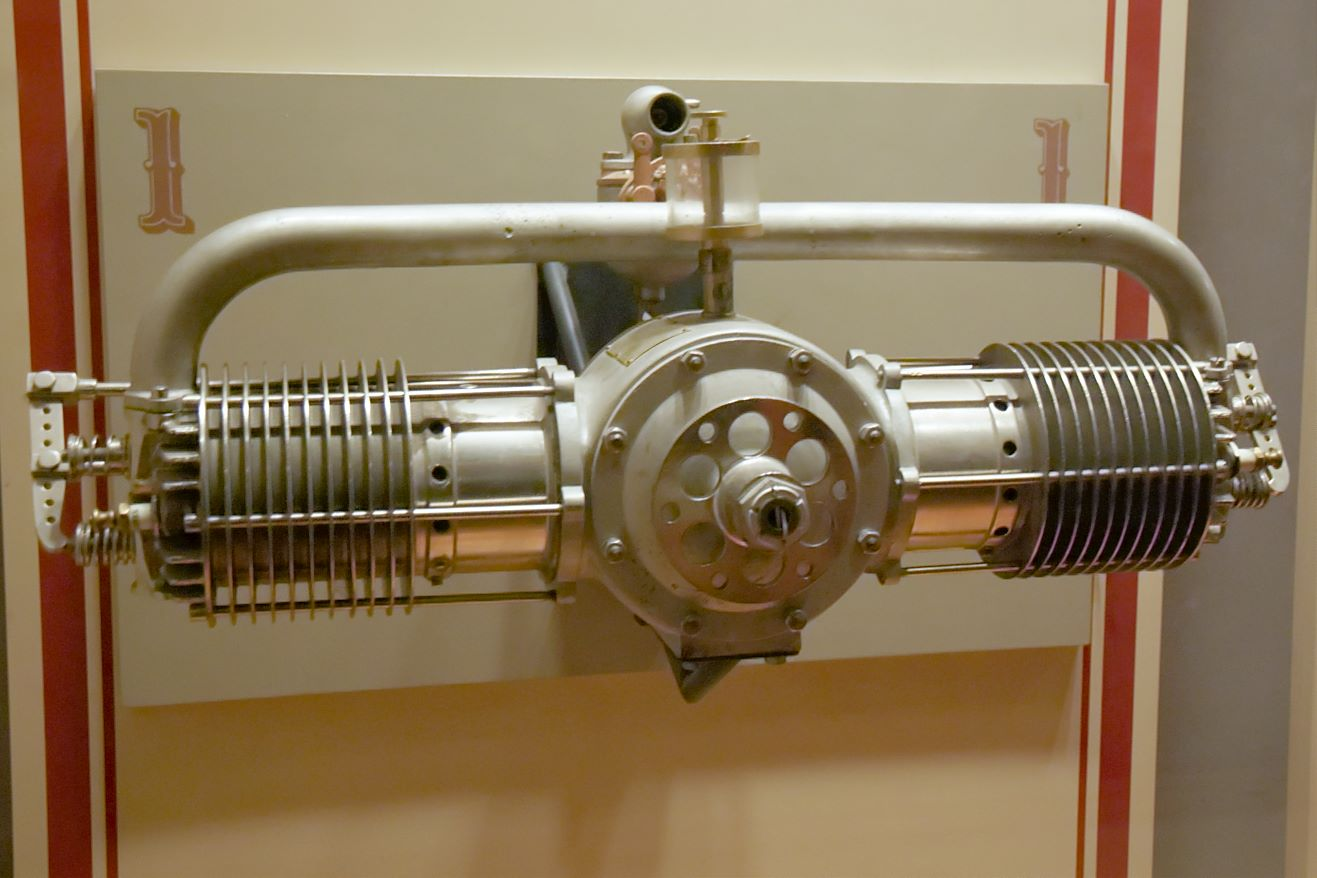
Flat-twin d'un aéroplane d'avant la Première Guerre mondiale (1913).
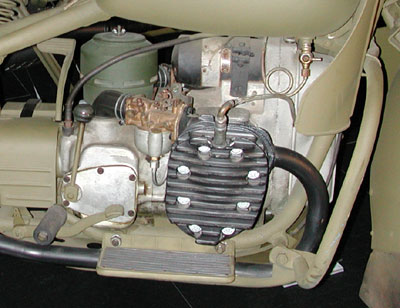
Flat-twin d'une Harley-Davidson XA (1942).
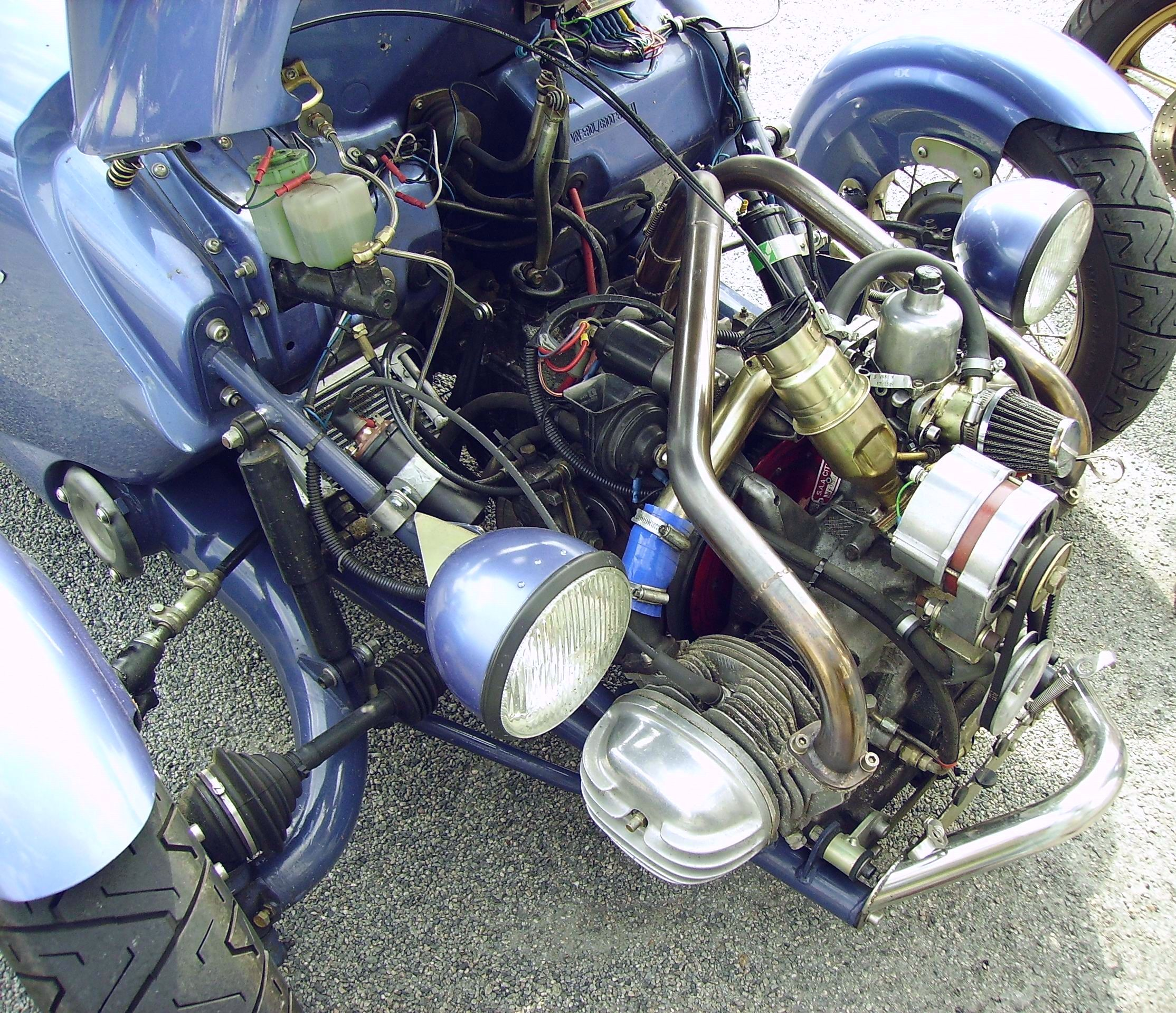
Kit car doté d'un flat-twin de Citroën 2 CV (1948).
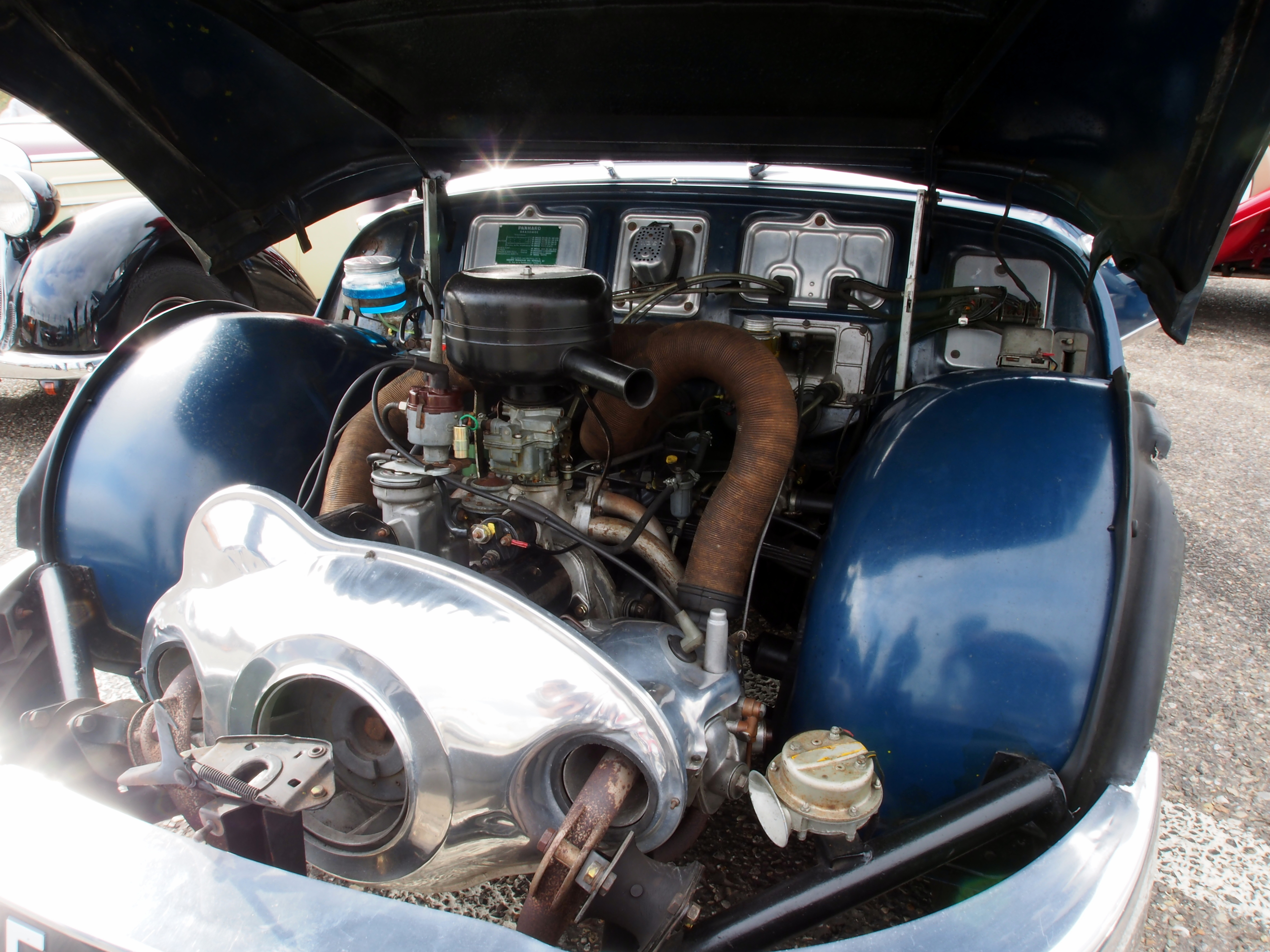
Moteur de Panhard PL 17 (1959).
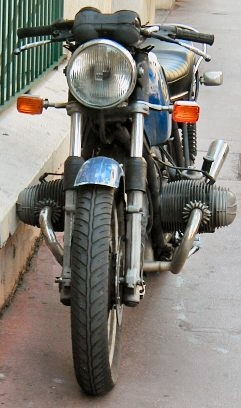
Flat-twin BMW des années 1990.
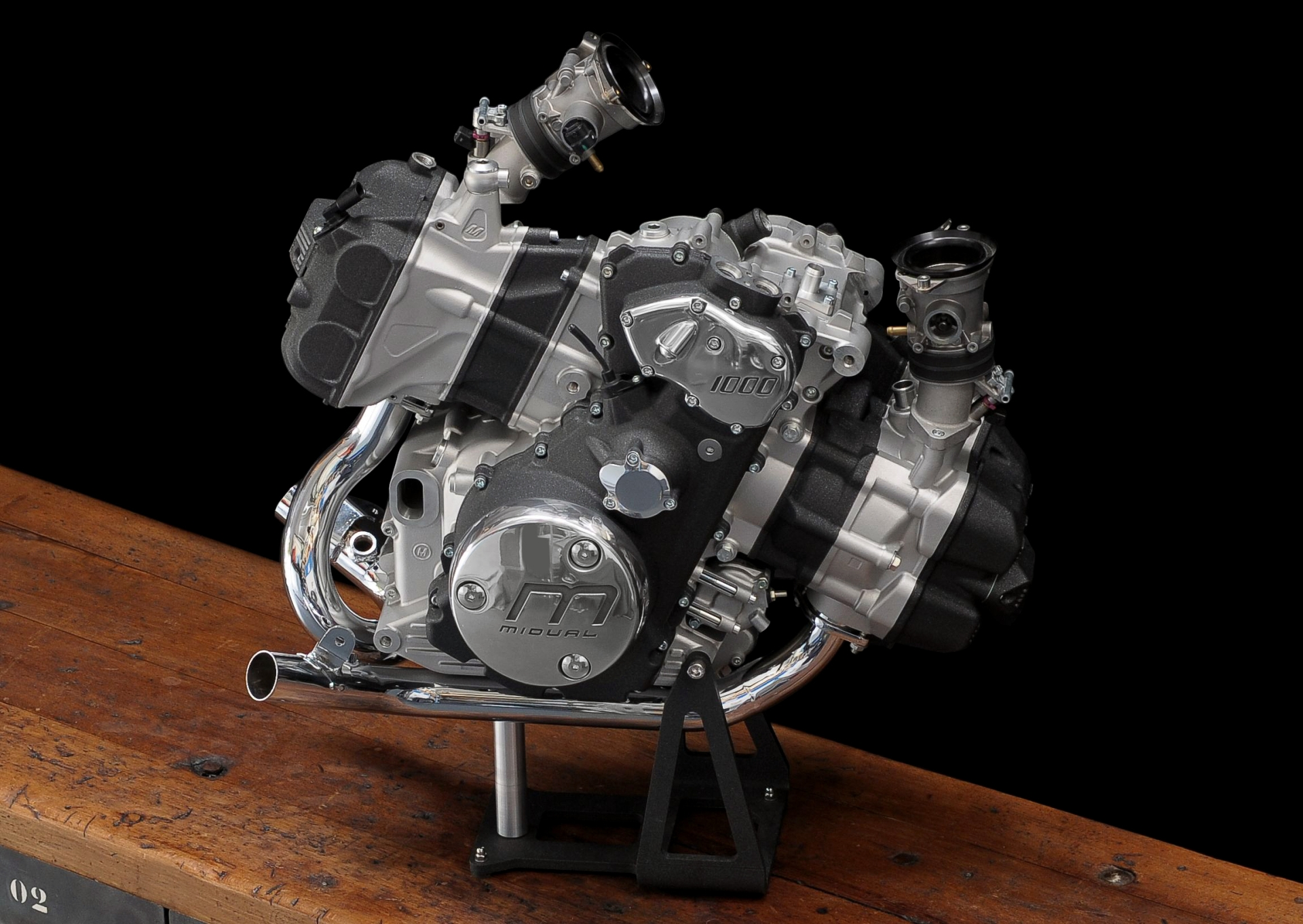
Flat-twin Midual monté transversalement, incliné de 25°, de 1 000 cm3 (2013).